# Пронская улица
Про́нская у́лица — улица в городе Москве, на территории района Выхино-Жулебино (ЮВАО). Пролегает между Лермонтовским проспектом и Жулебинским бульваром, перпендикулярно к ним.
Является, по сути, пешеходной зоной. Автомобильное движение возможно лишь для подъезда к конкретным домам.

## История
Названа по городу Пронск (Рязанская область). Названа 17 января 1995 года.

## Транспорт
Рядом с улицей находится платформа Косино Московско-Рязанского отделения Московской железной дороги и станции метро «Лермонтовский проспект» Таганско-Краснопресненской линии и «Косино» Некрасовской линии Московского метрополитена.